# Lijst van concerten voor een of meer solo-instrumenten en orkest van Mozart (zonder de klavierconcerten)
Op deze pagina vindt u een lijst van concerten van W.A. Mozart, met uitzondering van de klavierconcerten, die in een aparte lijst van klavierconcerten zijn uitgewerkt.
Zie ook:
- Köchelverzeichnis

## Vioolconcerti
Mozart schreef zijn vijf vioolconcerti in Salzburg rond 1775.
- Vioolconcert Nr. 1 in Bes majeur, KV 207 (1775)
- Vioolconcert Nr. 2 in D majeur, KV 211 (1775)
- Vioolconcert Nr. 3 in G majeur, KV 216 (1775)
- Vioolconcert Nr. 4 in D majeur, KV 218 (1775)
- Vioolconcert Nr. 5 in A majeur, KV 219 (1775)
- Vioolconcert in Es, KV 268 (1780) (Betwijfeld)
- Vioolconcert in D, KV 271a Kolb (1777) (Betwijfeld)

## Hoornconcerti
Deze vier concerten zijn de meest gespeelde hoornconcerten ter wereld en vormen een deel van het repertoire van zowat elke professionele hoornist. Mozart schreef ze voor zijn vriend Joseph Leutgeb. De werken stelden aanzienlijke eisen aan de solist, die zo zijn virtuositeit kon demonstreren op de hoorns, die in die tijd nog geen kleppen hadden.
De hoornconcerten worden gekenmerkt door een elegante en soms grappige dialoog tussen solist en orkest. In vele handschriften schreef Mozart grappen voor Leutgeb.
- Hoornconcert nr. 1 in D, KV 412 (1791)
- Hoornconcert nr. 2 in Es, KV 417 (1783)
- Hoornconcert nr. 3 in Es, KV 447 (ca. 1784–87)
- Hoornconcert nr. 4 in Es, KV 495 (1786)

## Andere concerten
- Fagotconcert in Bes, KV 191 (1774)
- Concerto voor fluit, harp en orkest, KV 299 (1778)
- Hoboconcert in C, KV 314 (overgeleverd als fluitconcert, maar oorspronkelijk bijna zeker voor hobo geschreven) (1777–78)
- Concert voor klarinet en orkest in A, KV 622 (1791)
- Fluitconcert nr. 1 in G, KV 313 (1778)
- Fluitconcert nr. 2 in D, KV 314 (1778) (Bewerking van bovenstaand hoboconcert).
- Andante voor fluit en orkest in C, KV 315 (1778)
- Concert voor 2 violen, hobo en cello in C, KV 190 (1774)
- Concert voor trompet, K47a (verloren gegaan)

## Concertante symfonieën
- Sinfonia Concertante voor viool, altviool en orkest KV 364 in Es (1779)
- Sinfonia Concertante voor hobo, klarinet, hoorn en fagot KV 297b in Es, Anh.9 en later Anh. C 14.01 (1778)